# Charlie's Angels
 Denne artikel omhandler tv-serien. For andre betydninger af Charlie's Angels, se Charlie's Angels (flertydig). (Se også artikler, som begynder med Charlie's Angels)
Charlie's Angels er tv-serie om tre kvinder, som arbejder for et privatdetektiv-bureau, og det var en af de første serier til at sætte kvinder ind i roller som traditionelt var beregnet til mænd. Serien blev vist på American Broadcasting Company fra 1976 til 1981 og var en af de mest succesfulde serier i 1970'erne. Charlie's Angels blev skabt af Ivan Goff og Ben Roberts, efter en idé af skuespilleren Kate Jackson. Serien blev produceret af Aaron Spelling og Leonard Goldberg.

## Præmis
Tre kvinder, "Angels" (oprindeligt spillet af Kate Jackson, Farrah Fawcett-Majors og Jaclyn Smith) dimitterede fra politiskolen og blev hyret til at arbejde for Charles Townsend Agency som privatdetektiver. Deres chef, Charlie (stemmelagt af John Forsythe), opererer i skjul, og han ses ikke i serien – i hvert faldvikke hans ansigt, selv om han i nogle episoder vises bagfra. Charlie uddelegerer opgaverne til pigerne via sin assistent, Bosley (spillet af David Doyle). 
Charlie's Angels er i natur episodisk og tænkt som en serie, da englene i hver episode kommer i en ny situation, så de bliver nødt til at gå undercover for at undersøge en mystisk sag. I de tidlige sæsoner af serien skulle englene under deres falske identiteter bruge en kombination af seksuelle intriger og kløgt for at klare de forskellige opgaver, mens der i tredje og fjerde sæson var mere fokus på opgaven end på deres sexappeal.

## Skuespillere og crew

### Hovedstjernerne
| Karakter         | Skuespiller           | Rolle                                              | Bemærkninger                                                  | Sæsoner                              |
| ---------------- | --------------------- | -------------------------------------------------- | ------------------------------------------------------------- | ------------------------------------ |
| Sabrina Duncan   | Kate Jackson          | Privatdetektiv for Townsend Associates             | Dimitterede fra L.A. Politiskole                              | Sæson 1-3                            |
| Jill Munroe      | Farrah Fawcett-Majors | Privatdetektiv for Townsend Associates             | Dimitterede fra L.A. Politiskole                              | Sæson 1, tilbagevendende i sæson 3-4 |
| Kelly Garrett    | Jaclyn Smith          | Privatdetektiv for Townsend Associates             | Dimitterede fra L.A. Politiskole                              | Sæson 1-5                            |
| Kris Munroe      | Cheryl Ladd           | Privatdetektiv for Townsend Associates             | Dimitterede fra San Francisco Politiskole, Jills yngre søster | Sæson 2-5                            |
| Tiffany Welles   | Shelley Hack          | Privatdetektiv for Townsend Associates             | Dimitterede fra Boston Politiskole                            | Sæson 4                              |
| Julie Rogers     | Tanya Roberts         | Privatdetektiv for Townsend Associates             | Dimitterede fra en modelskole                                 | Season 5                             |
| John Bosley      | David Doyle           | Privatdetektiv, kontorchef hos Townsend Associates |                                                               | Sæson 1-5                            |
| Charlie Townsend | John Forsythe         | Ejer af Townsend Associates (kun som stemme)       | Tidligere politichef og privatdetektiv                        | Sæson 1-5                            |

### Bemærkelsesværdige gæstestjerner
Charlie's Angels havde et utal af velkendte ansigter med i de fem sæsoner. Nogle var før vel-etablerede stjerne inden for film og fjernsyn, mens andre blev kendt mange år efter at have optrådt i serien. Bemærkelsesværdige optrædener fra berømtheder (enten kendte før eller bagefter) inkluderer: 
| - Jack Albertson - Rene Auberjonois - Jim Backus - Gene Barry - Kim Basinger - Ed Begley, Jr. - Dirk Benedict - Barbi Benton - Sonny Bono - Dr. Joyce Brothers - Casey Kasem - Kim Cattrall - Gary Collins - Stephen Collins - Scatman Crothers - Jamie Lee Curtis - Timothy Dalton - Sammy Davis Jr. - Patrick Duffy - Robert Englund - Norman Fell - Jonathan Frakes - Anne Francis - Frank Gorshin - Dan Haggerty | - Don Ho - Tommy Lee Jones - Elaine Joyce - Sally Kirkland - Fernando Lamas - Audrey Landers - Judy Landers - Robert Loggia - Castet fra The Love Boat – Gavin McLeod, Bernie Kopell, Ted Lange, Fred Grandy, Lauren Tewes - Ida Lupino - Lee Majors - Dean Martin - Mercedes McCambridge - Vic Morrow - Richard Mulligan - Dack Rambo - Robert Reed - Cesar Romero - Dick Sargent - Tom Selleck - James B. Sikking - Phil Silvers - Barbara Stanwyck - David Ogden Stiers - Robert Urich - Lyle Waggoner |

## Betydning i popkulturen
Serien har inspireret til mange genindspilninger og genfortolkninger i gennem årene og i forskellige lande. 
Fire kvinder blev valgt til at være med i et show kaldet Angels '88, som skulle fortælle en mere opdateret version af serien. Showet blev senere omdøbt til Angels '89 efter nogle forsinkelser, men serien blev i sidste ende aldrig vist på tv. Fra 1998-1999 producerede Telemundo og Sony en serie der hed Ángeles. Den ugentlige time om ugen fangede ikke rigtig de brasilianske seere, som plejede at se den specielle tv-serieformat telenovelas natten lang, og serien blev aflyst. I 2002 blev en tysk version af Charlie's Angels: Wilde Engel lavet, produceret af den tyske kanal RTL Television
Serien inspirerede til to actionfilm, produceret af Flower Films: Charlie's Angels (2000) og Charlie's Angels: Uden hæmninger (2003), med John Forsythe, som igen lagde stemme til Charlie Townsend, mens englene blev spillet af Drew Barrymore, Lucy Liu og Cameron Diaz og Bosley af Bill Murray i den første og Bernie Mac i den anden.
I 2004 havde en tv-film premiere på NBC:  Behind the Camera: The Unauthorized Story of Charlie's Angels

## Senere "Angels"
- Connie Bates (1988–1989), spillet af Claire Yarlett,[2] Angels '89
- Pam Ryan (1988–1989), spillet af Sandra Canning,[2] Angels '89
- Trisha Lawrence (1988–1989), spillet af Karen Kopins,[2] Angels '89
- Bernie Colter (1988–1989), spillet af Téa Leoni,[2] Angels '89
- Madison Lee (2003), spillet af Demi Moore,[3] Charlie's Angels: Full Throttle
- Adriana Vega (1998–1999), spillet af Patricia Manterola,[4][5] Ángeles
- Elena Sanchez (1998–1999), spillet af Sandra Vidal,[4] Ángeles
- Gina Navarro (1998–1999), spillet af Magali Caicedo,[4] Ángeles
- Natalie Cook (2000–2003), spillet af Cameron Diaz, Charlie's Angels & Charlie's Angels: Uden hæmninger
- Dylan Sanders (2000–2003), spillet af Drew Barrymore, Charlie's Angels & Charlie's Angels: Uden hæmninger
- Alex Munday (2000–2003), spillet af Lucy Liu, Charlie's Angels & Charlie's Angels: Uden hæmninger
- Franziska (2002), spillet af Susann Uplegger,[6]Wilde Engel
- Lena (2002), spillet af Eva Habermann,Wilde Engel
- Raven (2002), spillet af Birgit Stauber,Wilde Engel
- Rebecca (2003), spillet af Vanessa Petruo, Wilde Engel
- Ida (2003), spillet af Tanja Wenzel, Wilde Engel
- Aiko (2003), spillet af Zora Holt, Wilde Engel
- Richard Voss (2003), spillet af Udo Kier, Wilde Engel

### Trivia
- Serien havde to alternative navne: "The Alley Cats" eller "Harry's Angels".
- Englenes kontors nummer er 555-0267.
- Kelly Garrett ('Jaclyn Smith') var den eneste engel, som var med i hele serien (alle sæsonerne).
- Kelly var forældreløs.
- John Forsythe var aldrig på sættet – hans stemme blev optaget og senere lagt ind.
- Drew Barrymore ejer manuskriptretten til serien.
- Alle englene kørte i bilmærket Ford. Jill, og senere Kris, kørte en Cobra, Kelly kørte en Mustang og Sabrina kørte en Pinto. I øvrigt kørte Bosley en Ford Thunderbird.
- En masse manuskriptforfattere blev fyret fra showet, fordi stjernerne altid forlangte bedre manuskripter.
- Kate Jackson var den eneste Engel, der modtog en Emmy-nominering. Faktisk var hun nomineret tre gange, men vandt aldrig.
- På dagen for hendes første dag på sættet, bar Cheryl Ladd en t-shirt, med skriften "Farrah Fawcett Minor" som en måde at bryde isen, efter at hun havde erstattet Farrah Fawcett.